# Неореалізм (література)
Неореалі́зм — стильова течія в українській літературі і світовій літературі початку XX ст. (її ще називають соціально-психологічним, романтичним, імпресіоністичним або лірико-психологічним реалізмом), яка розвинулася з класичного реалізму. Не сприйнявши наслідувального (міметичного) принципу «зображення життя у формах життя», неореалісти визначали свій концептуальний принцип між документальною достовірністю, філософсько-аналітичним заглибленням у дійсність та ліричною стихією. Часто промовиста деталь для них значить більше, ніж розгорнутий за всіма правилами реалістичного письма сюжет.
Визначальні риси неореалізму:
- у творах поглиблений психологізм, на який скеровується вся увага;
- неореаліст заглиблюється у внутрішній світ персонажа для самодостатнього осмислення його як людини, пізнання її ірраціональної сутності незалежно від суспільного оточення;
- внутрішні психологічні чи зовнішні соціальні суперечності у творах цього стилю виступають (переважно на підтекстовому рівні) як вияви понадчасового, метафізичного конфлікту добра і зла, світла і темряви;
- зазвичай автори не пропонують читачам простих, однозначних вирішень психологічних колізій, намагаються зрозуміти і об'єктивно подати позицію кожної зі сторін досліджуваного конфлікту.

Неореалізм виявився у творчості В. Винниченка, В. Підмогильного, Б. Антоненка-Давидовича, І. Сенченка, В. Домонтовича (В. Петров) та інших митців.

## Джерело
- Літературознавчий словник-довідник за редакцією Р. Т. Гром'яка, Ю. І. Коваліва, В. І. Теремка. — К.: ВЦ «Академія», 2007